# Operatie Südwind
Operatie Südwind was een Duitse offensief aan het oostfront in Hongarije, van 17 tot en met 24 februari 1945. De Duitsers elimineerden het Sovjet bruggenhoofd op de westoever van de rivier de Garam ter voorbereiding van Operatie Frühlingserwachen. Dit was een van de laatste succesvolle Duitse offensieven in de Tweede Wereldoorlog.

## Inleiding
Het Boedapest-offensief was de grootscheepse aanval door het Rode Leger in Hongarije. Dit offensief duurde van 29 oktober 1944 tot de capitulatie van Budapest op 13 februari 1945. Tegen die tijd waren, volgens Hitler, de olievelden van Nagykanizsa in Hongarije de meest strategisch waardevolle oliereserves aan het oostfront. Hitler beval Sepp Dietrich diens 6e Pantserleger naar Hongarije te verplaatsen ter bescherming van de olievelden en de raffinaderijen. Het 6e SS-Pantserleger moest de speerpunt worden van Operatie Frühlingserwachen. De eenheden van het 6e Pantserleger moesten met de grootst mogelijke zorgvuldigheid en geheimhouding Hongarije worden binnengesmokkeld. Elke eenheid kreeg een deknaam.
Een potentieel gevaar voor deze operatie was het Sovjet bruggenhoofd op de westoever van de rivier de Garam. Dit bruggenhoofd werd gevormd in januari 1945. Het OKH besloot om het bruggenhoofd te elimineren vóór de lancering van Operatie Frühlingserwachen.

## Het plan

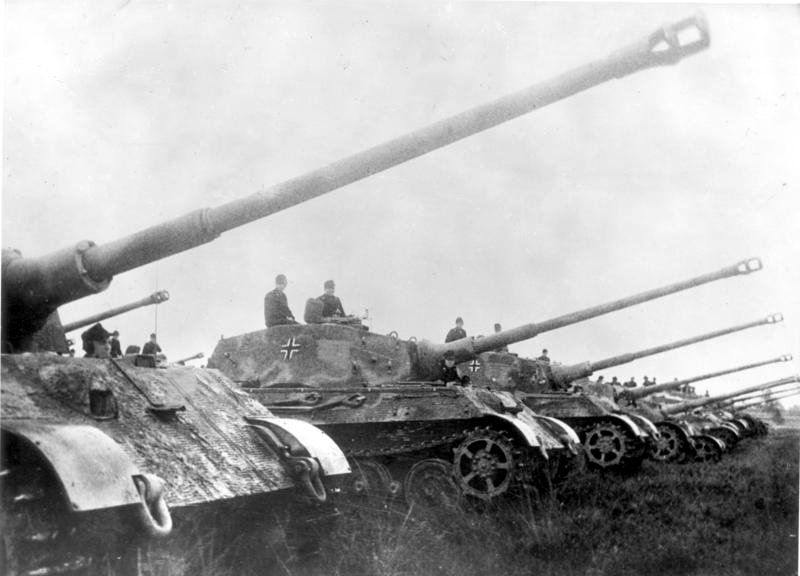
Tiger II tanks van de Schwere Panzer-Abteilung 503 (zwaar tank bataljon), de voorganger van de Schwere Panzer-Abteilung Feldhernnhalle, hier op een foto uit zomer 1944

De planning voor Operatie Südwind werd uitgevoerd door het Duitse 8e Leger. Twee pantserkorpsen zouden de aanval uitvoeren: het Pantserkorps Feldherrnhalle, reeds aanwezig in het gebied en het I SS Pantserkorps Leibstandarte, omgeleid van de voorbereiding van Frühlingserwachen. Het aantal tanks en gemechaniseerd geschut was hoog, in totaal 282 stuks (inclusief 44 Tiger II tanks in 2 Schwere Panzer-Abteilungen).
De Sovjets verdedigden het bruggenhoofd met twee Garde Fusellier Korpsen (het 24e en het 25e) van het 7e Gardeleger van het 2e Oekraïense Front. De grootste bedreiging, de aanwezigheid van het 6e Garde Tankleger, was opgeheven, aangezien dat Tankleger oostelijk van de Garam gelegerd was voor aanvullingen. Volgens Duitse luchtverkenning hadden de Sovjets een diep geëchelonneerd verdedigingssysteem opgezet, gebaseerd op loopgraven ondersteund door anti-tank posities. Een relatief kleine hoeveelheid Sovjettanks (26) en gemechaniseerd geschut (5) was beschikbaar in het bruggenhoofd, maar er zouden later versterkingen volgen.

Het aanvalsplan gaf aan dat de infanterie van Pantserkorps Feldherrnhalle aan zou vallen vanuit het noorden, naar Magyarszögyén en Bart. De divisies van het 1e SS Pantserkorps zouden dan overnemen, het Párizs-kanaal oversteken, en doorstoten via Muzsla naar het einddoel Esztergom. Ten slotte zouden er bruggenhoofden op de oostelijke oever van de Garam worden gevestigd.

## Slagorde (16 februari 1945)[2]

### De Duitse troepen

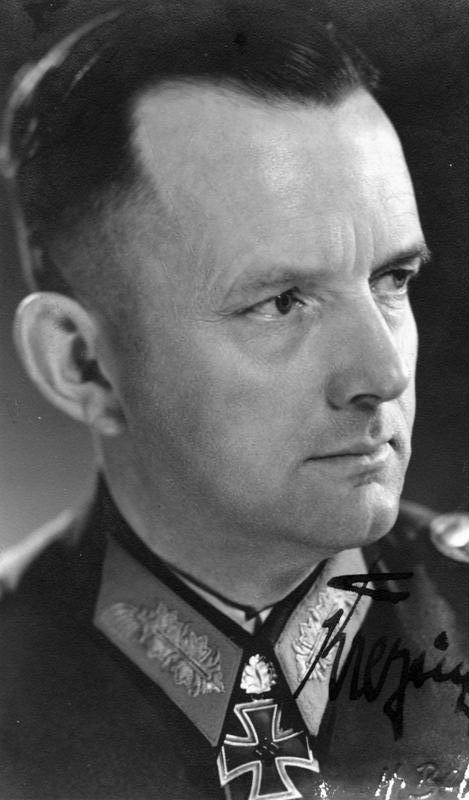
Generaal der Bergtroepen Hans Kreysing

- Delen van het 8e Duitse leger (Generaal der Bergtroepen Hans Kreysing)
  - I SS Pantserkorps Leibstandarte (SS-Gruppenführer Hermann Priess)
    - 1e SS-Panzerdivisie “Leibstandarte-SS Adolf Hitler” (SS-Brigadeführer Otto Kumm)
      - Schwere SS-Panzer-Abteilung 501

    - 12e SS-Panzerdivisie “Hitlerjugend” (SS-Brigadeführer Hugo Kraas)

  - Pantserkorps Feldherrnhalle (Generaal der Pantsertroepen Ulrich Kleemann)
    - 46e Infanteriedivisie (Generaal-majoor Erich Reuter)
    - 44e Reichsgrenadier-divisie “Hoch- und Deutschmeister” (Luitenant-generaal Hans-Günther von Rost)
    - 211e Volksgrenadierdivisie (Generaal-majoor Johann-Heinrich Eckhardt)
    - Kampfgruppe van Pantserkorps Feldherrnhalle (Luitenant-kolonel Hans Schöneich)
      - Schwere Panzer-Abteilung Feldhernnhalle
      - Panzer Abteilung 208

    - Kampfgruppe Staubwasser (3 bataljons van de 357e Infanteriedivisie)(Kolonel i. G. Anton Staubwasser)
- Delen van het 6e Duitse Leger (Generaal der Pantsertroepen Hermann Balck)
  - Delen van het 1e Kavallerie-Korps (Generaal der Cavalerie Gustav Harteneck)
    - Kampfgruppe Hupe (deel van de  96e Infanteriedivisie)(Luitenant-kolonel Joachim-Friedrich Hupe)
    - 711e Infanteriedivisie (Luitenant-generaal Josef Reichert)

### De Sovjettroepen

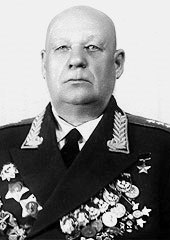
Kolonel-generaal M.S. Sjoemilov

- Delen van het Soviet 7e Garde Leger (Kolonel-generaal M.S. Sjoemilov)
  - 24e Garde Fuseliers Korps (Generaal-majoor A.J. Kroeze)
    - 72e Garde Fuseliers Divisie (Generaal-majoor A.I. Losjev)
    - 81e Garde Fuseliers Divisie (Kolonel M.A. Orlov)
    - 6e Garde Luchtlandings Divisie (Generaal-majoor M.N. Smirnov)

  - 4e Garde Gemechaniseerde Korps (Luitenant-generaal Z.V. Ivanovitsj)
    - 14e Garde Gemechaniseerde Brigade (Kolonel N.A. Nikitin)
    - 36e Garde Tank Brigade (Kolonel P.S. Zjoekov)

  - 25e Garde Fusiliers Korps (Luitenant-generaal G.B. Safjoelin)
    - 375e Fusiliers Divisie (Generaal-majoor V.D. Karpoechin)
    - 409e Fusiliers Divisie (Generaal-majoor J.P. Gretsjani)
    - 53e Fusiliers Divisie (delen) (Kolonel D.V. Vasiljevski)
    - 27e Onafhankelijke Garde Tank Brigade (Kolonel N.M Brizjnev)

  - 93e Garde Fusiliers Divisie (Kolonel P.M Marol)

## Het verloop, dag voor dag

### Dag 0: 16 februari

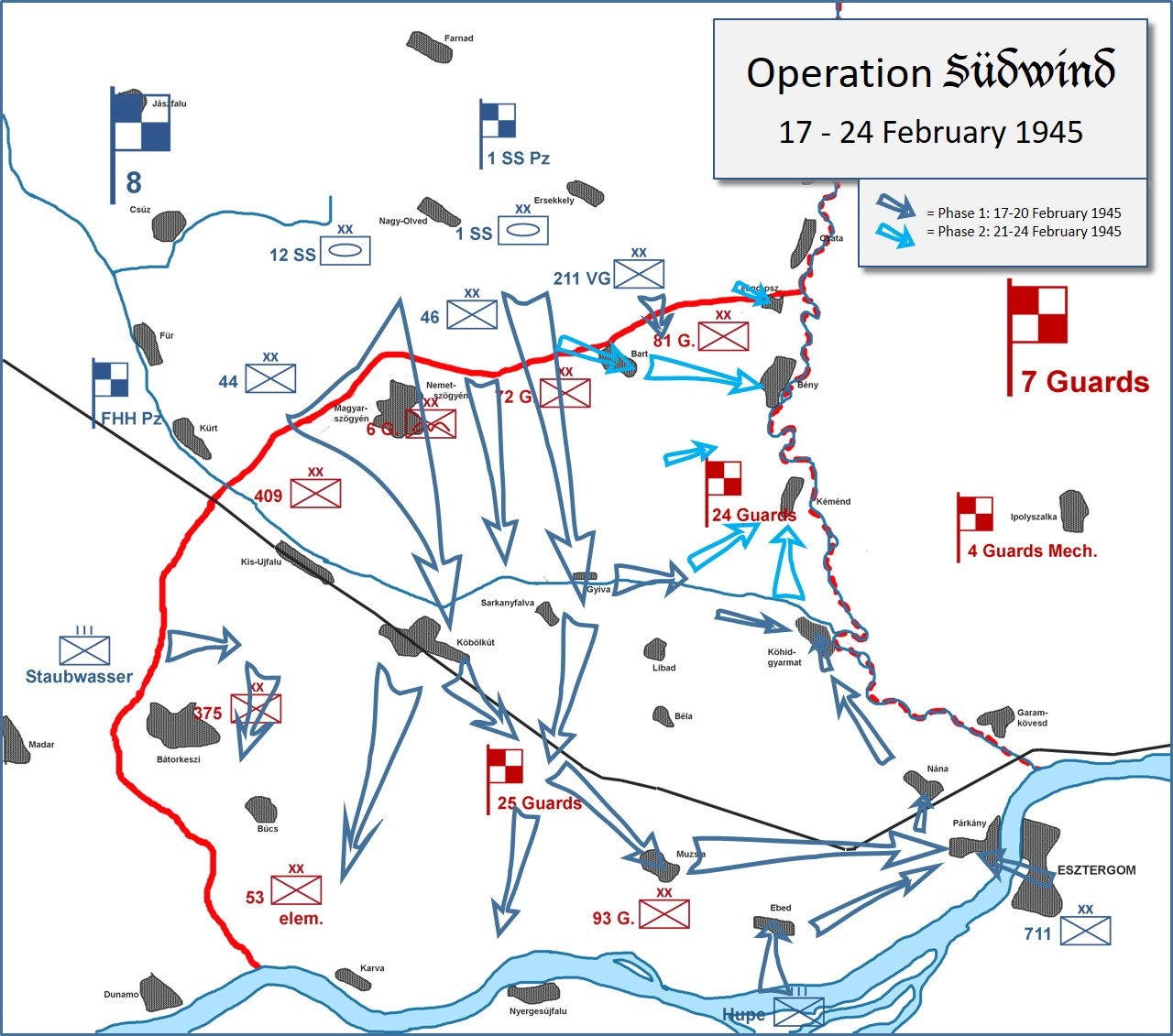
Overzicht van Operatie Südwind, kaart met beginposities van zowel Duitse als Sovjet-troepen en de bewegingen van de Duitsers in 2 fasen tot de volledige eliminatie van het bruggenhoofd.

Voorafgaand aan het offensief werd er de dag van tevoren een afleidingsaanval uitgevoerd. Een versterkte regimentsgroep van de 271e Volksgrenadierdivisie lanceerde een aanval ten noordwesten van Léva over de Garam.

### Dag 1: 17 februari
Operatie Südwind begon om 04:00 bij zonsopgang op 17 februari met een twee uur durende artilleriebeschieting. De temperatuur was 5°C, de lucht was helder. De verharde wegen waren goed begaanbaar, de karresporen waren begaanbaar voor rupsvoertuigen, wielvoertuigen verplaatsten zich met aanzienlijke moeilijkheden. De 44e Reichsgrenadierdivisie "Hoch- und Deutschmeister" viel de Sovjet- posities aan in de sector rond de dorpen Für en Kürt en stuitte daar op zwaar verzet van 6e Garde Luchtlandings Divisie. Nadat de Duitsers aanvankelijk zware verliezen leden (voornamelijk vanwege de dodelijke Sovjet-artillerie), werden de Sovjets verslagen in deze sector dankzij de sterke steun van de Tiger II's van de Schwere Panzer-Abteilung (sPzAbt) Feldhernnhalle. De divisie stootte door naar de dorpen Magyarszögyén en Németszögyén, en bereikte verder het Párizs-kanaal in de late namiddag. De 46e Infanteriedivisie in het centrum van de aanval verraste de Sovjeteenheden en maakte goede vorderingen richting het Párizskanaal.
De 211e Volksgrenadierdivisie viel in de richting van het dorp Bart aan. De voorste elementen bereikten de vallei ten zuidwesten van Bart. Het Sovjet-verzet versterkte zich en uiteindelijk werd de opmars van de divisie gestopt en opgehouden door een verrassingsaanval van de Sovjets. De 1e SS-Panzerdivisie sloot aan achter de aanvalsformaties van de 46e Infanteriedivisie. Al snel werden de grenadiers gestopt ten zuidoosten van Németszögyén voor een versterkte antitanksector. Obersturmbannführer Peiper beval vijf Tiger II's om positie te nemen op de top van de heuvel. Vanaf daar, hoewel onder zwaar vuur van de Sovjet-antitankkanonnen, neutraliseerden ze deze kanonnen de een na de ander zonder verliezen te lijden. De SS-grenadiers van Kampfgruppe Hansen voegden zich erbij en tanks plus halfrupsvoertuigen vuurden met alles wat ze hadden; de Sovjet-posities werden ingenomen. Kampfgruppe Peiper en elementen van de 46e Infanteriedivisie bereikten het Párizskanaal ten oosten van Sárkányfalva in de avond.
De 12e SS-Panzerdivisie lanceerde zijn aanval in de middag, rechts van de 1e SS-Panzerdivisie, met SS-Panzergrenadierregiment 25 rechts en SS-Panzergrenadierregiment 26 links. Om 21:00 slaagde I./26 er in om een klein bruggenhoofd over het kanaal te vestigen, onmiddellijk ten zuidoosten van Párizs-Puszta. Samen met II./26 werd het bruggenhoofd vergroot.
De Duitsers bezetten nu twee kleine bruggenhoofden over het Párizskanaal en vonden een oversteekpunt ten noordoosten van Köbölkút, waar de pantservoertuigen ook konden oversteken.
In de avond van 17 februari maakten de Duitsers gebruik van het feit dat de Sovjets de 93e Garde Fuselier Divisie hadden verplaatst, tot dan toe ter verdediging aan de noordoever van de Donau, om een tegenaanval uit te voeren tegen de Duitse troepen die waren doorgebroken, en daardoor verzwakte hun defensie in dat gebied. Kampfgruppe Hupe (Oberstleutnant Hupe, commandant van een deel van de 96e Infanteriedivisie met vuursteun van Heeres-Sturm-Artillerie-Brigade 239, met 20 StuG IIIs en StuH 42s) begon de Donau juist ten zuiden van Ebed over te steken en vestigde zich op de noordelijke oever.

### Dag 2: 18 februari
Weer: lichte nachtvorst, 6°C over dag, lichtbewolkt, zonnig. De staat van de wegen bleef echter ongewijzigd. De Duitse aanval ging door. Kampfgruppe Staubwasser, op de rechterflank van Pantserkorps Feldhernnhalle, bezette Óriás-Puszta en rukte vervolgens op naar Bátorkeszi. De 44. Reichsgrenadierdivisie "HuD" stak het kanaal over bij Kisújfalu en bezette Köbölkút. Samen met sPzAbt. "Feldhernnhalle", werd Punt 129 ingenomen. De 1e SS-Panzerdivisie breidde zijn bruggenhoofden in Gyiva uit in de ochtend en om 12:50 begonnen pantservoertuigen het kanaal over te steken, waarna de SS-panzers Béla rechts passeerden en vervolgens een egelstelling betrokken rond de wegen van Köbölkút naar Párkány. De 12e SS-Pantserdivisie werd bij zonsopgang getroffen door een Sovjetaanval, die echter werd afgewezen. Vervolgens ondersteunden de SS-regimenten de 44e Reichsgrenadierdivisie "HuD" met het innemen van Köbölkút. De 46e Infanteriedivisie rukte op naar het oosten, met één colonne ten zuiden van het kanaal richting Libad en de andere ten noorden van het kanaal richting Kéménd. Ondanks steun van delen van PzAbt 208, was de 211e Volksgrenadierdivisie niet in staat om verder op te rukken richting Bart maar werd zelfs zwaar aangevallen door de 36e Garde Tank Brigade, waardoor verschillende pantservoertuigen werden uitgeschakeld.

### Dag 3: 19 februari

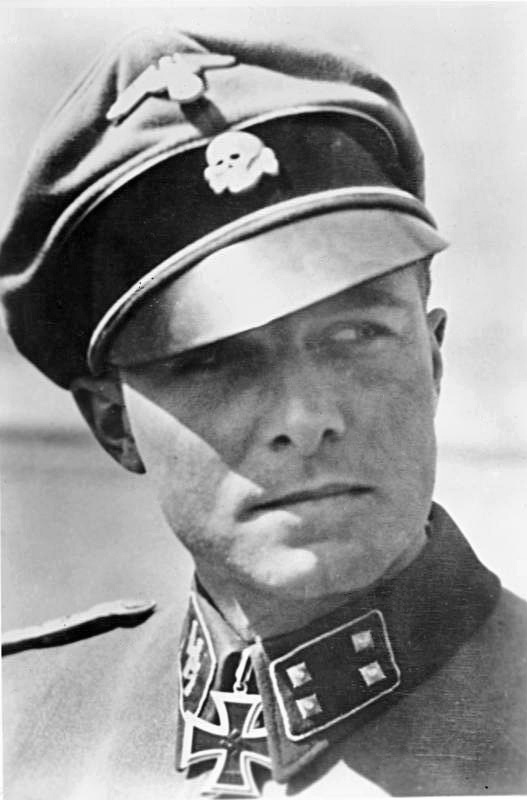
De commandant van Kampfgruppe Peiper, Joachim Peiper (afgebeeld als SS-Sturmbannführer in 1943)

Weer: vorst 's nachts, 6°C over dag, over het algemeen helder en zonnig. De karresporen waren opgedroogd. Op 19 februari was de situatie van de Sovjet-strijdkrachten in de zuidelijke sector van het Sovjetbruggenhoofd rampzalig. In de vroege ochtend veroverde Kampfgruppe Staubwasser Búcs en Bátorkeszi en zuiverde dit gebied van de overblijfselen van Sovjettroepen. De 44e Reichsgrenadierdivisie "HuD" viel vanuit het Köbölkút-gebied richting de Donau aan in zuidelijke richting om dit gebied van de Sovjet-troepen te zuiveren. Kampfgruppe Hupe vocht nog steeds rond Ebed en sloeg een Sovjetaanval af om 06:00.
De 46e Infanteriedivisie bezette de hoogten ten zuidoosten van Libád in een perfecte manoeuvre en kreeg zo uitzicht op de Garam-rivier. Panzer-Abteilung 208 viel aan in de richting van Kéménd, maar raakte in de problemen rond Bibit-Puszta, verloor het grootste deel van zijn pantservoertuigen en speelde geen verdere rol in de operatie. De 1e SS-Panzerdivisie had een geslaagde dag. Kampfgruppe Hansen zuiverde Béla, terwijl Kampfgruppe Peiper aanviel richting Párkány. Ondanks problemen met mijnen, aanvallende Sovjetvliegtuigen en T-34 tanks (die allemaal aanzienlijke verliezen veroorzaakten) bereikte de Kampfgruppe het station van Párkány rond 13:00. In de tussentijd was de 12e SS-Panzerdivisie van zuid-Köbölkút tot Muzsla gevorderd, veroverde dit dorp en rukte verder op naar Párkány, en kwam daar aan ongeveer tegelijkertijd met de Sturmgeschütze van Kampfgruppe Hupe, die vanuit Ebed kwamen. Ten slotte stak een gevechtsgroep van de 711e Infanteriedivisie de Donau over vanuit Esztergom en drong door in Párkány. Zware stadsgevechten volgden, inclusief tankgevechten. Párkány werd ingenomen. Een bataljon van het SS-Panzergrenadierregiment 2 viel aan richting Nána en bezette het dorp. De troepen van het volledig verslagen 25e Garde Fusiliers Korps vluchtten naar de oostelijke oever van de Garam, en lieten het grootste deel van hun zware wapens achter.
De situatie was nu behoorlijk onduidelijk voor de Duitsers. Zouden de Sovjets de rest van hun bruggenhoofd proberen te behouden, zouden ze het versterken (luchtverkenning onthulde 3600 motorvoertuigen die vanuit Boedapest naar het noorden reden) en wat deed het 6e Garde Tankleger (elementen werden al in het bruggenhoofd geïdentificeerd)? Om de situatie ten westen van de Garam snel te verhelderen vielen drie Kampfgruppen nog in de nacht van 19 op 20 februari het zuidelijke deel van het (resterende) bruggenhoofd aan. Eén Kampfgruppe van 1e SS-Panzerdivisie viel vanuit het zuiden aan in de richting van Köhidgyarmat en een van 46e Infanteriedivisie uit het westen. Gruppe Schöneich, samen met delen van de 46e Infanteriedivisie, viel ten noorden van het Párizs-kanaal aan richting Kéménd. Geen van deze aanvallen was succesvol vanwege de sterke tegenstand van het 24e Garde Fuseliers Korps, versterkt door artillerie en vliegtuigen.

### Dag 4: 20 februari
Weer: nachtvorst, temperatuur 7°C overdag, lichtbewolkt, zonnig, mist in bepaalde gebieden. Onverharde wegen zijn alleen 's nachts berijdbaar. Dit was een hergroeperingsdag als voorbereiding op de laatste aanvallen. De 12e SS-Panzerdivisie werd geleidelijk afgelost door de 44e Reichsgrenadierdivisie "HuD" en verplaatste zich naar hun nieuwe verzamelplaats ten noordwesten van Bart. Kampfgruppe Hupe werd teruggetrokken naar de zuidoever van de Donau naar de rest van hun divisie.

### Dag 5: 21 februari
Weer: nachtvorst, temperatuur 5°C overdag, heldere lucht. De toestand van de wegen verbeterde voortdurend. Bij het aanbreken van de dag drongen de 1e SS-pantserdivisie en de 46e Infanteriedivisie de zuidelijke en westelijke sectoren van Köhidgyarmat, incasseerden zware verliezen en veroverden de stad pas na de val van de duisternis rond 21:00. Het overblijvende bruggenhoofd was nu 10 km breed en 4 km diep, verdedigd door vier divisies (81e Garde Fuseliers Divisie, 72e Garde Fuseliers Divisie, 6e Garde Luchtlandings Divisie en de 93e Garde Fuseliers Divisie.

### Dag 6: 22 februari
Weer: vorst 's nachts, temperatuur 6°C over dag. Afwisselend zonnige en bewolkte periodes, weinig regen. De wegen droogden op.

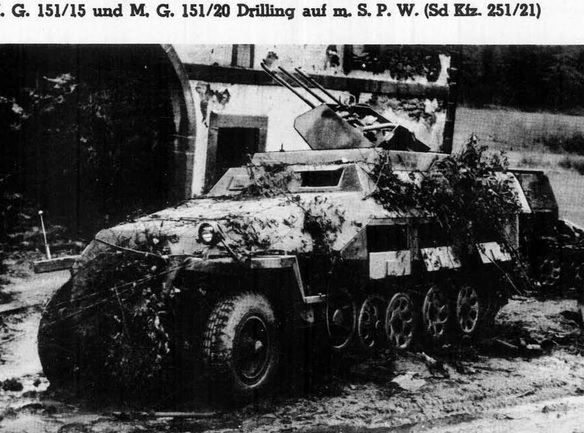
Een Sdkfz 251/21 met drieling MG151’s zoals gebruikt bij de aanval op Bart

De Sovjets verhardden in hun weerstand in hun overblijvende bruggenhoofd. De 1e SS-pantserdivisie en de 46e Infanteriedivisie zuiverden het gebied in en rond Köhidgyarmat, en een SS-Kampfgruppe bezette het kruispunt tussen Kéménd en Köhidgyarmat aan de oever van het Párizs-kanaal. De 46e Infanteriedivisie, versterkt door Gruppe Schöneich, bezette Bibit-Puszta en kwam zelfs 1 km verder, maar in de avond ondernamen de Sovjets een tegenaanval en herwonnen het gebied.
De 12e SS-Panzerdivisie begon om 04.45 uur met zijn aanval op Bart, met de twee SS-Panzergrenadierregimenten voorop, op de voet gevolgd door de Panzers. Zware gevechten vonden plaats voor Bart, maar een snelle sprint van de halfrupsvoertuigen (vooral dankzij de vuurkracht van de enkele en drieling 2 cm kanonnen waarmee een deel uitgerust was) bracht de grenadiers de stad in. Sommige T-34’s boden nog weerstand, maar toen de Sovjettankers door hun infanterie in de steek werden gelaten, dropen ze af naar Bény. Er werden nog een aantal tegenaanvallen uitgevoerd, maar deze konden worden afgeslagen. Delen van de 211e Volksgrenadierdivision viel Bart vanuit het zuiden aan. In de loop van de ochtend werd het dorp ingenomen. Op deze dag verzocht het 6e SS-Pantserleger om zijn gepantserde eenheden van het bruggenhoofd terug te trekken, maar dit werd afgewezen door Heeresgruppe Süd. Deze dag boekte ook de Luftwaffe een van de weinige successen van in de lucht. Een "aas", Hauptmann Helmut Lipfert, die net benoemd was tot Gruppenkommandeur van I./JG 53 (Jagdgeschwader 53, met bases in Hongarije) ) op 15 februari 1945. Op de 22 februari behaalde hij zijn 180e en 181e overwinningen in zijn Messerschmitt Bf 109G, resp. een La-5 boven Bart en een Jak-3 boven Bény.

### Dag 7: 23 februari
Weer: vorst 's nachts, temperatuur 6°C overdag, bewolkt, rond de middag optrekkende bewolking. De toestand van de wegen verbeterde niet. Deze dag werd volledig gebruikt voor hergroeperingen als voorbereiding op de laatste aanvallen. Een nachtaanval zou de beste kans op succes geven. Het begin van de aanval werd op 02:00 gezet.

### Dag 8: 24 februari
Weer: vorst 's nachts, temperatuur 6°C overdag, sterk bewolkt, plaatselijk regen. De onverharde wegen en het open terrein waren modderig en zelfs voor rupsvoertuigen moeilijk te gebruiken door de plotselinge dooi.
In de omtrek van de Kéménd hadden de Sovjets een diep geëchelonneerd verdedigingssysteem gebouwd, waaronder een anti-tank-front met zevenendertig zware anti-tank kanonnen. Samen met een Kampfgruppe van de 44. Reichsgrenadier-divisie "HuD" doorbrak de 1e SS-Panzerdivisie het anti-tank-front na hevige gevechten en brak door in de stad. Huis-aan-huisgevechten braken uit in Kéménd, die pas laat die middag eindigden met de uiteindelijke verovering van de stad. De brug bij Kéménd werd vernietigd door de Sovjets om te voorkomen dat de Duitsers deze zouden veroveren. De resten van de Sovjet-troepen staken over het ijs en via een doorwaadbare plaats over naar de oostelijke oever van de Garam. Hun artillerie legde gedurende de hele dag een zwaar storingsvuur op de oostelijke oever, voornamelijk op het gebied van Kéménd en Bény, zonder rekening te houden met hun eigen terugtrekkende troepen, in een poging een Duitse oversteek te verhinderen. De aanval op Bény werd uitgevoerd door SS-Panzergrenadier Regiment 26 van de 12. SS-Panzerdivisie, ondersteund door de IIe Panzerabteilung. De aanval vorderde snel en om 08:30 was de stad onder controle en rond het middaguur geheel gezuiverd. De brug bij Bény werd opgeblazen terwijl de SS-Panzergrenadiers naderden. De 211e Volksgrenadierdivisie profiteerde van het succes bij Bény en veroverde Leand-Puszta in de loop van de ochtend.

De Duitse 8. Armee stuurde om 17.20 uur een rapport naar Heeresgruppe Süd, waarin de volledige inname van bruggenhoofd gemeld werd. Dit rapport werd doorgestuurd naar het OKH om 17:45. Operatie Südwind was beëindigd.

## Conclusie
Operatie Südwind was volgens plan verlopen. Het was een van de laatste succesvolle Duitse offensieven in de Tweede Wereldoorlog. Het bruggenhoofd en de bedreiging van de Sovjet-Unie werden volledig geëlimineerd. Volgens Sovjet-gegevens had het 7e Gardeleger 8194 soldaten verloren en daarnaast 54 tanks en gemechaniseerd geschut en 459 andere kanonnen.
Het aantal slachtoffers van de Duitsers was ook hoog. Dit was gedeeltelijk te wijten aan het feit dat tijdens de gevechten niet de pantservoertuigen, maar dat het de (Panzer)Grenadiers waren die het het zwaarst te verduren hadden. Menselijke verliezen beliepen 6471 (969 doden, 4601 gewonden en 901 vermisten). De materiële verliezen bedroegen ongeveer 130 Panzers en Jagdpanzers, hoewel een meerderheid re repareren was. Een goed voorbeeld waren de Tiger II's in beide sPzAbt-en. Bij de start op 17 februari waren er 44 operationeel. Op 20 februari waren er 13 operationele en slechts 7 operationele bij de  beëindiging van de vijandelijkheden. Van deze "ontbrekende" 37, was er slechts een totaal-verlies en 2 moest worden teruggestuurd naar Duitsland voor reparatie in de fabriek.
Hoewel de operatie zelf een succes was, was er het nadeel dat de Sovjets zich nu bewust waren van de aanwezigheid van het 1e SS Pantserkorps in Hongarije, ruim vóór Operatie Frühlingserwachen. Dit was iets wat die de Duitsers vooraf zoveel mogelijk hadden proberen te camoufleren. Dit gaf de Sovjets ruim de tijd om hun verdediging voor het komende offensief te versterken.